# Nguyễn Văn Hùng
Nguyễn Văn Hùng (født 5. maj 1980) er en vietnamesisk kampsportsudøver. Han har vundet guld i taekwondo tre gange ved de sydøstasiatiske lege, guld-, to sølv- og en bronzemedalje i Asian Taekwondo Championships. Han repræsenterede sit land ved OL i Beijing (2008) i taekwondo.